# スリ・ジャヤワルダナプラ総合病院
スリ・ジャヤワルダナプラ総合病院（スリ・ジャヤワルダナプラそうごうびょういん、英語: Sri Jayewardenepura General Hospital）は、スリランカの首都スリ・ジャヤワルダナプラ・コッテにある総合病院。スリ・ジャヤワルダナプラ大学の教育病院としての機能も有している。日本の無償資金協力によって1983年9月に完成した。病床数は1001床であり、J・R・ジャヤワルダナの存命中はそのうち1床が彼のために利用された。運営は、特別法によって設置されたスリ・ジャヤワルダナプラ総合病院局によって行われる。
基本的には保険適用によって無償で治療が受けられるが、有償診療も行っている。
2004年にはスリランカの資金によって新たに200床の心臓外科病棟が増築された。